# SH700i
FOMA SH700i（フォーマ・エスエイチ なな まる まる アイ）は、シャープによって開発された、NTTドコモの第三世代携帯電話 (FOMA) 端末製品である。

## 概要
700iシリーズとしてF700iに次ぎ、2番目に発売された。外部メモリーはminiSDカード（128MBまで：ドコモ発表。それ以上は自己責任）対応である。メインカメラの性能はのCCD約126万画素。カメラは背面に斜め10度の角度で取り付けられている。テレビ電話用のサブカメラはCMOS約11万画素。また、液晶のシャープらしく、240×320ドットのモバイルASV液晶の採用により、これ以前に開発、販売されたSH900iよりも高いコントラストを発揮でき、画像などを鮮明に表示することが可能である。
iアプリは「Gガイド番組表リモコン」、「Dimo i絵文字メール」、「pop’n music SH」等のiアプリがプリインストールされている。
movaの25xiシリーズに相当する普及ラインの端末。90xiよりも端末値段を1万円前後下げて、より一層のFOMA普及をはかる。700iシリーズ共通の特徴として、テレビ電話、キャラ電、着うた、着モーションなどに対応している。全ての端末の特徴として、QVGA液晶、デコメールやFlash対応など、出来る限り901iのプラットフォームを活用している。iアプリの性能は506i相当の230KB（ダウンロード30KB、スクラッチパッド200KB）の仕様になっているが、命令セットが901i相当を簡略化したDoJa 4.0LEなので、表現力は広がっている。また、メガピクセル級のカメラを搭載とあえて押さえている。800MHz帯デュアルバンド対応は901i同様、ソフトバンクとの係争により見送られている。
2005年7月に改良型のSH700iSが発売されている。

## 仕様
- ハードウェア仕様
  - 形状：折りたたみ式
  - 外部メモリー：miniSD（128MBまで：ドコモ発表。それ以上は自己責任）
  - カラー：ホワイト、シルバー、ブラック
  - サイズ：幅48mm×高さ108mm×奥行28mm（折りたたみ時）
  - 重量：122g
  - 連続通話時間：約130分（音声電話）
  - 連続待受時間：約370時間
  - メイン液晶：2.2インチ、240×320ドット、約26万色CGSカラー液晶
  - カメラ：メイン CCD約126万画素、サブ約11万画素CMOS

## 歴史
- 2004年12月21日：電気通信端末機器審査協会 (JATE)通過
- 2005年1月18日：技術基準適合証明 (TELEC) 通過
- 2005年2月2日：F700i・N700i・P700iと同時にドコモよりプレスリリース
- 2005年2月25日：発売開始

## 不具合
- 2006年1月25日 - 通信不能になる不具合。基地局改修の影響によるもの。同様の不具合がN700i・P901i・P700i・SH901iC・N901iCにおいても発生しており、いずれもソフトウェア更新によって対処。
- 2006年7月24日 - 特定の文字を入力して変換すると、キーの操作を受け付けなくなり、強制的に再起動してしまう不具合。日本語入力システム「ケータイShoin」によるもの。SH901iC、SH901iS、SH700iS、SH851i、SH506iCにおいても、同様のトラブルが発生している。8月中旬をめどに順次ソフトウェア更新によって対処。